# Chen Xiaodong
Chen Xiaodong (chinesisch 陳曉東 / 陈晓东, Pinyin Chén Xiǎodōng; * 29. September 1997) ist ein chinesischer Leichtathlet, der sich auf das Kugelstoßen spezialisiert hat.

## Sportliche Laufbahn
Erste internationale Erfahrungen sammelte Chen Xiaodong im Jahr 2023, als er bei den Hallenasienmeisterschaften in Astana mit einer Weite von 18,85 m auf Anhieb die Bronzemedaille hinter den Indern Tejinder Pal Singh und Karanveer Singh gewann.

## Persönliche Bestleistungen
- Kugelstoßen: 19,38 m, 23. September 2021 in Xi’an
  - Kugelstoßen (Halle): 18,85 m, 10. Februar 2023 in Astana